# المعجزة المكسيكية

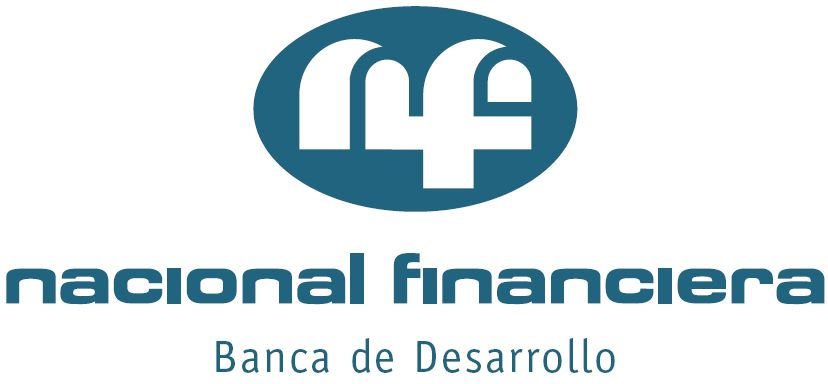

المعجزة المكسيكية (بالإسبانية: Milagro mexicano)‏ مصطلح يستخدم للإشارة إلى إستراتيجية التنمية الداخلية للدولة التي أنتجت نمواً اقتصادياً مستداماً. يعتبر العصر الذهبي للرأسمالية في اقتصاد المكسيك حيث نما الاقتصاد المكسيكي بنسبة 4 ٪ كل عام. كانت خطة اقتصادية مستقرة تسببت في معدل نمو بلغ 6.8 ٪ وزيادة الإنتاج الصناعي بنسبة 8 ٪ مع بقاء التضخم عند 2.5 ٪ فقط. ابتداءً من الأربعينيات تقريبًا، ستبدأ الحكومة المكسيكية في طرح الخطة الاقتصادية التي يطلقون عليها «المعجزة المكسيكية»،  والتي ستطلق طفرة اقتصادية تبدأ في عام 1954 تمتد نحو 15 عامًا وتستمر حتى 1970. المكسيك، المصطلح الاقتصادي الإسباني المستخدم هو "Desarollo estabilizador"  أو «استقرار التنمية».

## شروط النمو المطرد
كان أحد العوامل المهمة التي ساعدت على النمو المطرد في الفترة 1940-1970 هو الحد من الاضطرابات السياسية، وخاصة حول الانتخابات الوطنية، مع إنشاء حزب واحد مهيمن. في عام 1946، غير الحزب الذي أسسه بلوتاركو إلياس كاليس في أعقاب اغتيال الرئيس المنتخب ألفارو أوبريغون في عام 1928 اسمه إلى الحزب الثوري المؤسساتي. مع اختيار الحزب للرئاسة في عام 1946، انتخب ميجيل اليمان فالديز، أول رئيس مدني في المكسيك منذ فرانسيسكو ماديرو في عام 1911. الانتخابات اللاحقة التي فاز فيها أدولفو رويز كورتينيس (1952-1958) وأدولفو لوبيز ماتيوس (1958-1964)، وغوستافو دياز أورداز (1964-1970) لم تكن فيها تحديات معارضة سياسية لتنفيذ الحكومة للبرامج الاقتصادية.
خلال رئاسة لازارو كارديناس، كانت هناك سياسات مهمة في المجالين الاجتماعي والسياسي كان لها تأثير على السياسات الاقتصادية المستقبلية في المكسيك، ولا سيما تأميم النفط في عام 1938، وكذلك إصلاح الأراضي، وتأميم السكك الحديدية. خلف كارديناس مانويل أفيلا كماتشو الأكثر اعتدالًا من الناحية السياسية، الذي بدأ برنامجًا للتصنيع في أوائل عام 1941 مع قانون الصناعات التحويلية. وقد وصف أحد الباحثين التاريخ الافتتاحي لهذا القانون بأنه «عيد ميلاد الثورة المؤسسية»، لأنه كان بداية التصنيع لاستبدال الواردات. صدر تشريع آخر في عام 1946 في عهد الرئيس ميجيل اليمان فالديز، قانون تطوير الصناعات الجديدة والضرورية.
«على المدى الطويل، كانت بعض التعديلات الدائمة في المكسيك من الحرب العالمية الثانية اقتصادية». استفاد المكسيك بشكل كبير خلال الحرب العالمية الثانية، من خلال مشاركتها إلى جانب الحلفاء. قدمت المكسيك العمل إلى الولايات المتحدة عبر برنامج براسيرو، لكن أهم مساهمة كانت في توفير المواد اللازمة لخوض الحرب. تلقت مدفوعات نقدية لمساهماتها المادية، مما يعني أنه بعد الحرب كان لدى الخزانة المكسيكية احتياطيات قوية. على الرغم من مشاركتها في الحرب، مثل الولايات المتحدة، لم تكن المكسيك موقعًا للقتال، لذا في عصر ما بعد الحرب، لم تكن المكسيك بحاجة إلى إعادة بناء البنية التحتية التالفة. ومع ذلك، مع الموارد المتاحة بعد الحرب، شرعت المكسيك في مشاريع البنية التحتية الكبيرة.
استخدم أفيلا كماتشو جزءًا من المدخرات المتراكمة لسداد الديون الخارجية، مما أدى إلى تحسن كبير في ائتمان المكسيك (زيادة ثقة المستثمرين في الحكومة). مع زيادة الإيرادات القادمة من المجهود الحربي، أصبحت الحكومة الآن في وضع يمكنها من توزيع الفوائد المادية من الثورة على نطاق أوسع؛ لقد استخدمت الأموال لدعم واردات الأغذية التي أثرت بشكل خاص على عمال المدن. حصل العمال في المكسيك على رواتب أعلى خلال الحرب، لكن كان هناك نقص في السلع الاستهلاكية للشراء، بحيث كان للعمال مدخرات شخصية وطلب مكبوت على السلع. من المؤسسات الحكومية الرئيسية للتنمية، التي تأسست تحت إدارة لازارو كارديناس، بنك التمويل الوطني (اختصار Nafin)، وهو بنك التنمية الوطني، الذي قام بتمويل التوسع في القطاع الصناعي.
كان النمو مدعومًا بالتزام الحكومة المتزايد بالتعليم الابتدائي لعامة السكان من أواخر العشرينيات وحتى الأربعينيات. زادت معدلات التحاق شباب البلد بثلاثة أضعاف خلال هذه الفترة؛  وبالتالي عندما تم توظيف هذا الجيل في الأربعينيات من القرن الماضي، كان إنتاجهم الاقتصادي أكثر إنتاجية. قامت المكسيك أيضًا باستثمارات في التعليم العالي أوجدت جيلًا من العلماء وعلماء الاجتماع والمهندسين الذين مكّنوا الابتكار الصناعي المكسيكي. إن تأسيس معهد السياسة الوطنية (IPN) في عام 1936 كمؤسسة تمولها الحكومة في الجزء الشمالي من مكسيكو سيتي، درب جيلًا جديدًا من المكسيكيين. في شمال المكسيك، أسس معهد مونتيري للتكنولوجيا والتعليم العالي، والمعروف في المكسيك باسم Tec de Monterrey، من قبل الصناعيين الشماليين في عام 1942، مع البرامج التي صممها عضو هيئة تدريس سابق في IPN ونموذج على غرار معهد ماساتشوستس للتكنولوجيا. من بداية صغيرة خاصة، بني في Tec de Monterrey حرمًا جامعيًا افتتحه الرئيس أليمان في عام 1946، وكان نقطة جذب للطلاب من مناطق أخرى من أمريكا اللاتينية.

### برنامج استبدال الواردات ومشاريع البنية التحتية
في السنوات التي تلت الحرب العالمية الثانية، أنشأ الرئيس ميجيل اليمان فالديز (1946-1952) برنامجًا واسع النطاق لاستبدال الواردات، والذي حفز الإنتاج من خلال زيادة الطلب الداخلي. رفعت الحكومة ضوابط الاستيراد على السلع الاستهلاكية لكنها خففتها على السلع الرأسمالية (مثل آلات الإنتاج المكسيكي للسلع الاستهلاكية)، التي اشترتها باحتياطيات دولية تراكمت خلال الحرب. وقد أنفقت الحكومة مبالغ كبيرة على البنية التحتية، بما في ذلك مشاريع السدود الكبرى لإنتاج الطاقة الكهرومائية، وتوفير مياه الشرب للمدن ومياه الري للزراعة، والسيطرة على الفيضانات. بحلول عام 1950، توسعت شبكة الطرق المكسيكية إلى 21000 كيلومتر، منها حوالي 13600 مرصوفة.
كان الاستقرار الاقتصادي في البلاد، والتصنيف الائتماني العالي الذي يسمح بالاقتراض، والقوة العاملة المتعلمة على نحو متزايد، والمدخرات التي تسمح بشراء السلع الاستهلاكية، ظروفاً ممتازة لبرنامج الحكومة لتصنيع بدائل الاستيراد. يمكن إنتاج السلع الجاهزة التي تم شراؤها في الخارج محليًا عن طريق شراء الآلات. صناعة ناجحة واحدة كانت صناعة النسيج. أنشأت الشركات الأجنبية فروعًا في المكسيك، مثل كوكا كولا بيبسي وسيرز (المكسيك) بموجب القوانين المكسيكية التي تنظم الاستثمار الأجنبي. تم بالفعل إنشاء صناعة السيارات في المكسيك بعد فترة قصيرة من انتهاء المرحلة العسكرية للثورة المكسيكية، حيث أصبح بويك أول منتج للسيارات الذي تم تأسيسه رسميًا في المكسيك في عام 1921. في عام 1925، تم تأسيس شركة فورد للسيارات أيضًا وبدأ تصنيع المركبات في البلاد. مع نمو السوق الاستهلاكية من الطبقة المتوسطة مثل هذه السلع الاستهلاكية باهظة الثمن، توسعت القاعدة الصناعية في المكسيك لتلبية الطلب.
عززت الحكومة تطوير صناعات السلع الاستهلاكية الموجهة نحو الأسواق المحلية من خلال فرض رسوم حماية عالية وغيرها من الحواجز أمام الواردات. ارتفعت حصة الواردات الخاضعة لشروط الترخيص من 28 في المائة في عام 1956 إلى ما يزيد عن 60 في المائة خلال الستينيات وحوالي 70 في المائة في السبعينيات. شكلت الصناعة 22 في المائة من إجمالي الإنتاج في عام 1950، و 24 في المائة في عام 1960، و 29 في المائة في عام 1970. وانخفض نصيب إجمالي الإنتاج الناتج عن الزراعة والأنشطة الأولية الأخرى خلال الفترة نفسها، في حين ظلت الخدمات ثابتة.
عززت الحكومة التوسع الصناعي من خلال الاستثمار العام في البنية التحتية الزراعية والطاقة والنقل. نمت المدن بسرعة خلال هذه السنوات، مما يعكس تحول العمالة من الزراعة إلى الصناعة والخدمات. زاد عدد سكان الحضر بمعدل مرتفع بعد عام 1940. وقد تجاوز نمو القوى العاملة في المناطق الحضرية معدل نمو العمالة الصناعية، حيث حصل فائض العمال على وظائف خدمة منخفضة الأجر.

### الأداء الاقتصادي
استمر الأداء الاقتصادي القوي للمكسيك حتى ستينيات القرن الماضي، عندما بلغ متوسط نمو الناتج المحلي الإجمالي حوالي 7٪ بشكل عام وحوالي 3٪ لكل فرد. وبلغ متوسط تضخم أسعار المستهلك 3 في المائة فقط سنويًا. بقي قطاع التصنيع هو قطاع النمو المهيمن في البلاد، حيث توسع بنسبة 7٪ سنويًا وجذب استثمارات أجنبية كبيرة.
نما التعدين بمعدل سنوي يقارب 4 في المائة، والتجارة بنسبة 6 في المائة، والزراعة بنسبة 3 في المائة. بحلول عام 1970، قامت المكسيك بتنويع قاعدة صادراتها وأصبحت مكتفية ذاتيًا إلى حد كبير في المحاصيل الغذائية والصلب ومعظم السلع الاستهلاكية. على الرغم من أن وارداتها ظلت مرتفعة، إلا أن معظمها كانت سلعاً رأسمالية تستخدم لتوسيع الإنتاج المحلي.